# Собор Святого Петра (Джяково)
Собор Святого Петра — католический собор в городе Джяково, Хорватия. Кафедральный собор
архиепархии Джяково-Осиека, памятник архитектуры. Один из семи хорватских соборов, носящих статус «малой базилики».
Собор построен в 1866-1882 годах при архиепископе Йосипе Юрае Штроссмайере, видном деятеле хорватского национального возрождения, который был главным инициатором строительства нового собора в Джякове взамен старой и скромной церкви. Архитекторами собора были венские архитекторы Карл Рёзнер и Фридрих фон Шмидт. Собор трёхнефный, имеет в плане форму латинского креста. Фрески с изображением сцен из Ветхого Завета в главном нефе и сцен из жизни Святого Петра в алтарном пространстве выполнили римские художники Александр Максимилиан, Лодовико Зейц и Акилле Ансильони.

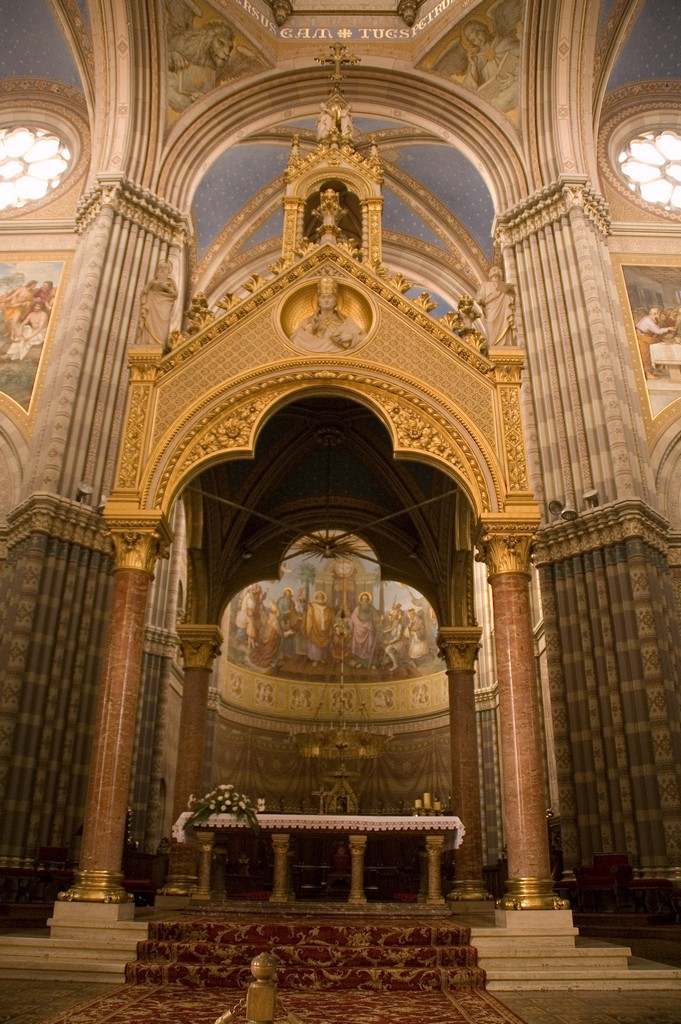
Главный алтарь и киворий

Особого внимания заслуживает высокий 15-метровый киворий над главным алтарём, опирающийся на 4 мраморные колонны. С каждой стороны кивория в верхней его части медальоны с изображениями четырёх латинских Отцов Церкви: Амвросий Медиоланский, Иероним Стридонский, Аврелий Августин и Григорий Великий. Автор кивория — Карл Рёзнер. В апсиде храма находится кафедра епископа из резного дуба авторства Фридриха фон Шмидта. В кафедру вделано деревянное изображение Богородицы, выполненное пизанскими мастерами XIV века и приобретённое Штроссмайером в Италии.
В крипте собора — могила епископа Штроссмайера. В 1993 году собор посещал папа Иоанн Павел II.
Собор окружает парк XIX века, признанный ландшафтным памятником и находящийся под охраной. В парке находится дворец епископа.